# Осіпи-Лепертовізна
Осіпи-Лепертовізна (пол. Osipy-Lepertowizna) — село в Польщі, у гміні Високе-Мазовецьке Високомазовецького повіту Підляського воєводства.
Населення — 160 осіб (2011).
У 1975-1998 роках село належало до Ломжинського воєводства.

## Демографія
Демографічна структура станом на 31 березня 2011 року:
|          | Загалом | Допрацездатний вік | Працездатний вік | Постпрацездатний вік |
| -------- | ------- | ------------------ | ---------------- | -------------------- |
| Чоловіки | 87      | 26                 | 52               | 9                    |
| Жінки    | 73      | 15                 | 41               | 17                   |
| Разом    | 160     | 41                 | 93               | 26                   |